# Bruderschaft
Eine Bruderschaft ist eine organisierte Gemeinschaft von Männern, die sich untereinander „Brüder“ nennen und gemeinsame Interessen verfolgen. Sie ist eine Form des Männerbunds. Einzelne Bruderschaften haben sich im Laufe der Zeit auch für Frauen geöffnet. Schwesternschaft oder Sororitas (von soror „Schwester“) bezeichnet eine entsprechende reine Frauen-Gemeinschaft. Alle diese Gemeinschaften beziehen sich auf Brüderlichkeit (bzw. Geschwisterlichkeit) als eine ihrer Grundlagen. Häufig versichern sich ihre Mitglieder gegenseitig durch einen Schwur/Eid sowie regelmäßige Rituale ihrer Treue.
Je nach dem gemeinsamen Interesse gibt es verschiedene Arten von Bruder- und Schwesternschaften. Im engeren Sinne werden nur religiöse, besonders christliche, Zusammenschlüsse für gemeinsame fromme oder wohltätige Aufgaben „Bruderschaft“ genannt. Teilweise wird der Begriff aber auch auf andere Männerbünde erweitert, die nicht typischerweise religiös motiviert sind, aber vergleichbar kultisch organisiert, bspw. Freimaurerlogen oder Studentenverbindungen.

## Etymologie
Für Bruderschaften existieren im Deutschen seltener auch die Alternativbezeichnungen Brüderschaft oder Fraternität von lateinisch frater („Bruder“, plural fratres, auch confratres).
In Spanien nennen sich vor allem geistliche Bruderschaften Hermandad (hermano „Bruder“), in besonderen Fällen auch Cofradías („Mitbruderschaft“). Die französische Entsprechung Confrérie findet sich als Namensbestandteil verschiedener Gemeinschaften (siehe unten). Ähnlich heißen die Bruderschaften auch in Italien normalerweise Confraternita oder Arciconfraternita, in der Republik Venedig werden sie Scuole genannt.

## Geschichte
Bereits in vorgeschichtlicher Zeit bildeten sich kultische und geistliche Körperschaften von Geistlichen und Laien als Zusammenschlüsse zu gemeinsamen Zeremonien, wechselseitigen Dienstleistungen und wohltätigen Zwecken, meist getrennt nach Frauen und Männern, beispielsweise in den frühen Mysterienkulten.
Vorchristliche Beispiele für kultisch, wirtschaftlich und politisch ausgerichtete Bruderschaften waren die altgriechischen Familienverbände der Phratrien (fratér „Bruder“); sie organisierten sich nur nach ihrer vaterseitigen Abstammung (patrilinear), bezogen aber eingeheiratete Frauen ein. Auch die Mitglieder von Kaufmannsgilden, Zünften und Gewerkschaften verstanden und verstehen sich als Brüder, teilweise mit politischen Ansprüchen, ebenso viele Geheimgesellschaften (siehe auch verschiedene Versammlungsformen zu einem „Brudermahl“).
Im deutschen Recht können Bruderschaften heute als Körperschaften gelten.

## Geistliche Gemeinschaften

### Judentum
- Chewra Kadischa (übersetzt „heilige Bruderschaft“): Beerdigungsgesellschaften in jüdischen Gemeinden

### Christentum
Ab dem Mittelalter entstanden in West- und Mitteleuropa katholische Bruder- und Schwesternschaften nach dem Vorbild der Ordensgemeinschaften. Die ältesten heute bekannten Bruderschaften waren die Gemeinschaften der Beginen und Begarden, die Kranken und Schutzbedürftigen Hilfe boten und ein geistliches Leben führten. Die Flagellanten („Geißler“) übten intensive Bußpraktiken. Eine besondere Bedeutung hatten auch die Kalandsbruderschaften für verschiedene Berufsgruppen. Die Bruderschaften verstanden sich als Gebetsgemeinschaft, einige auch als Pilger- oder Wallfahrtsgemeinschaft und hatten eigene kirchliche Rechte wie das Feiern von Gottesdiensten. Auch gewährten manche Bruderschaften Pilgern, Ortsfremden, Schutzlosen oder Kranken Hilfeleistungen in eigenen Hospizen und Krankenhäusern.
Viele Bruderschaften wurden von einer Ordensgemeinschaft initiiert, hatten eine besondere Nähe zur Spiritualität des jeweiligen Ordens und waren in der Regel an den Klosterkirchen orientiert. So gründeten die Dominikaner vielerorts Rosenkranzbruderschaften oder die Militia angelica Thomae Aquinatis („Gefolgschaft des engelgleichen Thomas von Aquin“), die Franziskaner Kreuzbruderschaften oder Gürtelbruderschaften des hl. Franziskus und die Jesuiten Herz-Jesu-Bruderschaften. Gürtelbruderschaften trugen als Zeichen von Wachsamkeit, Buße und Abtötung einen ledernen Gürtel oder einen Strick; sie bezogen sich auf Bibelstellen wie „Eure Hüften sollen gegürtet sein und eure Lampen brennen! Seid wie Menschen, die auf ihren Herrn warten, der von einer Hochzeit zurückkehrt“ (Lk 12,35 ) oder „Gott hat mich mit Kraft umgürtet und vollkommen machte er meinen Weg“ (Ps 18,33.40 ).
Bei den reformierten Kirchen erloschen die Bruderschaften infolge der Reformation. Im Katholizismus ordnete Papst Clemens VIII. das Bruderschaftswesen kirchenrechtlich und legte es in der Bulle Quaecumque von 1604 auf seine religiöse Bestimmung fest. Danach waren die Bruderschaften, besonders im 17. und 18. Jh. bis zur Säkularisation, ein wesentlicher Bestandteil der katholischen Volksfrömmigkeit.
In Polen-Litauen entstanden seit dem 16. Jahrhundert regionale orthodoxe Bruderschaften, die ihre Konfession gegen katholische und reformatorische Einflüsse stärken wollten und ebenfalls Kranken und Schutzbedürftigen Unterstützung boten.
Den katholischen Erzbruderschaften gewährte der Codex Iuris Canonici von 1917 einen besonderen Rang unter den Bruderschaften. Deren Zweck war unter anderem die Weitergabe der ihnen gewährten Privilegien, vor allem von Ablässen, an ihre Mitglieder.
Zahlreiche Schützenbruderschaften verstehen sich als Gemeinschaften innerhalb der römisch-katholischen Kirche und sind häufig nach einem Heiligen benannt (St.-Sebastianus-Schützenbruderschaft, St.-Hubertus-Bruderschaft o. ä.)
| Bruderschaften | |
| --- | --- |
| - Allerseelenbruderschaft - Animabruderschaft - Annenbruderschaft - Antoniusbruderschaft - Apostelbrüder - Bayerische Pfarrbruderschaft - Beginen und Begarden - Bruderschaft der Heiligen Christenlehre - Bruderschaft der Schreinträger zu Eibingen - Bruderschaft der Sieben Schmerzen Mariae - Bruderschaft (oder Erzbruderschaft) zur schmerzhaften Mutter Gottes - Bruderschaft von Maria Trost - Bruderschaft des heiligen Fürsten Wladimir - Bruderschaft Jesu Christi - Bruderschaft St. Christoph - Bruderschaft St. Jakobus - Bruderschaft Sankt Jakobus der Ältere - Bruderschaft Unserer Lieben Frau - Bruderschaft von der Todesangst Christi - Bruderschaft von Gemeinschaft und Befreiung (Comunione e Liberazione) - Bruderschaft von Taize (Communauté de Taizé) - Bruderschaft zur unbefleckten Empfängnis - Brüderlicher Kreis - Bußbruderschaften (z. B. Pénitents blancs, Pénitents noirs) - Christusträger-Bruderschaft - Cornelius-Bruderschaften - Corpus-Christi-Bruderschaft (Fraternitas Corporis Christi) - Dreifaltigkeitsbruderschaft - Erzbruderschaft St. Michael - Evangelische Bruderschaft Kecharismai - Erzbruderschaft vom Tod des Heiligen Josef - Evangelisch-Lutherische Gebetsbruderschaft - Flagellanten oder Geißler - Fünfwundenbruderschaft - Grabbruderschaft - Gürtelbruderschaft des hl. Franziskus - Gut Tod Bruderschaft - Hermandad de La Paz, Los Estudiantes - Herz-Jesu-Bruderschaft | - Herz-Mariä-Bruderschaft - Hochkirchliche St.-Johannes-Bruderschaft - Jesus-Bruderschaft - Jakobusbruderschaften (Wallfahrergemeinschaft nach Santiago de Compostela) - Jodokusbruderschaft - Josefsbruderschaft oder St.-Josef-Bruderschaft - Kalandsbruderschaften - Kevelaerbruderschaft - Kiewer Bruderschaft - Kiliani-Bruderschaft - Kreuzbruderschaft, Heilig-Kreuz-Bruderschaft - Laurentiusbruderschaft - Liebfrauenbruderschaft - Lukasgilde - Makarius-Bruderschaft; siehe Makarius der Schotte - Mariä-Entschlafens-Bruderschaft Lemberg - Marienbruderschaft - Matthiasbruderschaft - Meinradsbruderschaft - Michaelsbruderschaft - Nothgottes-Bruderschaft - Orthodoxe Fraternität in Deutschland - Patrizibruderschaft - Priesterbruderschaften (mehrere) - Rochusbruderschaft - Rosenkranzbruderschaft - Sakramentsbruderschaft (oder Bruderschaft vom Allerheiligsten Altarsakrament) - Sebastianibruderschaft - Skapulierbruderschaft - St. Antonii-Brüderschaft - St.-Antonius-Bruderschaft Kottenheim - St. Jakobusbruderschaft Trier - St. Leonhards-Bruderschaft - St. Martini-Bruderschaft Nottuln - Schwarzhäupter (Kaufleute) - Scuole grandi, Venedig - Sydower Bruderschaft - Ursulaschiffchen - 14-Nothelfer-Bruderschaft |
| Schwesternschaften | |
| - Christusträger-Schwesternschaft - Diakonissenmutterhaus Aidlingen - Schwesternschaft des Diakonissen-Mutterhaus Bleibergquelle - Evangelische Christophorus-Schwesternschaft - Evangelische Marienschwesternschaft Darmstadt - Großheppacher Schwesternschaft - Kaiserswerther Schwesternschaft - Klarissenschwesternschaft - Schwesternschaft der Liebenzeller Mission - Malteser Schwesternschaft - Missionsschwesternschaften (mehrere) | - Olgaschwesternschaft - Rotkreuzschwesternschaften - Rummelsberger Diakonie - Sarepta-Schwesternschaft - Schniewind-Haus-Schwesternschaft - Schwestern vom gemeinsamen Leben - Schwesternschaft der armen Franziskanerinnen - Schwesternschaft der Diakonissenanstalt Stuttgart - Schwesternschaft St. Elisabeth - Schwesternschaft vom heiligen Herzen Jesu und von den heiligen Engeln - Diakonissen-Mutterhaus Lachen |
| Schwestern- und Bruderschaften | |
| - Schwestern- und Bruderschaft der Malche | |

### Islam
- Muslimbruderschaft: eine der einflussreichsten sunnitisch-islamistischen Bewegungen im Nahen Osten
- Ichwān: eine wahhabitische Bruderschaft in Saudi-Arabien
- Tarīqa oder Zaouia: im Sufismus die Gemeinschaft von Anhängern, eine Sufi-Bruderschaft oder ein Sufi-Orden
- Bruder- und Schwesternschaften im Internationalen Sufi-Orden: Organisationsformen der Schüler (Novizen, Adepten)
- Dila-Bruderschaft (Dila'iyya): eine bedeutende muslimische Sufi-Bruderschaft (Tariqa) im Norden Marokkos im 17. Jahrhundert

## Andere Gemeinschaften
Weltweit kennen alte Bräuche eigene Formen der Blutsbrüderschaft als Verbindung zweier nicht miteinander verwandter Männer (Schwurbruderschaft), die durch eine feierliche Vermischung von Blutstropfen geschlossen wird. Allgemein gebräuchlich ist eine symbolische Verbrüderung durch „Brüderschaft trinken“, wodurch die Beziehung zueinander von einer förmlichen Anrede zu einer freundschaftlichen wechselt, vom Siezen zum Duzen als Ausdruck der persönlichen Nähe.
Bruderschaften
- Studentenverbindungen
  - Fraternities und Sororities (englisch für „Bruderschaften, Schwesternschaften“): Studentenverbindungen in der angloamerikanischen Tradition
- Freimaurerlogen
- Schützenbruderschaften: Schützenvereine zur Pflege örtlichen Brauchtums, veranstalten regelmäßige Schützenfeste
- Weinbruderschaften: kulturelle Vereinigungen zur Pflege des Weintrinkens
- Gesellenbruderschaften: Zusammenschlüsse von Handwerkern unter dem Gedanken der Verbrüderung
- Steinmetzbruderschaften: Ordnungsform auf den meist kirchlichen Großbaustellen
- Scuole: historische geistliche und karitative Bruderschaften von auswärtigen Landsmannschaften in Venedig

Einzelbeispiele, in geschichtlicher Abfolge:
- Fischerei-Bruderschaft zu Bergheim an der Sieg: eine zunftähnliche Vereinigung in Troisdorf-Bergheim mit Fischereirechten an der Siegmündung und im Rhein hat, 987 entstandene Gemeinschaft von Berufsfischern, eine der ältesten Zunftorganisationen Deutschlands
- Thugs, Thuggee: eine kriminelle Bruderschaft von Betrügern, Straßenräubern und Mördern im vorkolonialen Indien, ab dem 13. Jahrhundert
- St.-Georgs-Bruderschaften: Patriziergesellschaften des Spätmittelalters, die am Fernhandel der Hanse beteiligt waren, gegründet vor 1350
- St. Peter von Mailand-Bruderschaft: eine Handwerkergemeinschaft der Kölner Brauer, seit 1396 beurkundet
- Bruderschaft der Schwarzenhäupter: Vereinigungen von zumeist (nord)deutschen Kaufleuten in den baltischen Städten Riga, Reval, Pernau und Dorpat, gegründet 1399
- Brüderschaften von Stade: vier historische Vereinigungen in der niedersächsischen Stadt Stade zum Zweck des gemeinsamen Handelns, der sozialen Fürsorge für die Mitglieder und ihre Angehörigen sowie zur Unterstützung der „verschämten Armen“ vor Ort
  1. St.-Pankratii-Brüderschaft Stade: gegründet 1414
  2. St. Antonii-Brüderschaft: gegründet 1439 zu Ehren Gottes und der Heiligen Antonius, Cosmas und Damian
  3. Rosenkranz-Gotteshülfe-Brüderschaft: gegründet 1482
  4. Kaufleute- und Schifferbrüderschaft Stade: gegründet 1556
- Hallorenbruderschaft: eine Korporation der Salzwirker in Halle (Saale), gegründet 1524
- Eggenburger Bruderschaft: die Zunftvereinigung der Steinmetze und Bildhauer in Eggenburg, Niederösterreich, ab dem 17. Jahrhundert
- Lotsenbrüderschaft: die Organisationsform der Seelotsen in Deutschland
- Hermetische Bruderschaft von Luxor: ein initiierender okkulter Orden in London, gründet von Max Theon 1870
- Bruderschaft des heiligen Fürsten Wladimir e. V. Bratstwo: ein russisch-orthodoxer kirchlicher Wohltätigkeitsverein in Deutschland, gegründet in Berlin 1890
- Bruderschaft der Vagabunden: eine historische internationale Bewegung von Landstreichern (1927–1933)
- Bruderschaft des Saturn (Fraternitas Saturni): eine Loge, die sich mit Magie und Mystik beschäftigt, gegründet in Berlin 1928
- Bruderschaft vom Berg Zion (Prieuré de Sion): 1956 vom französischen Monarchisten Pierre Plantard gegründete Vereinigung, die etwa ein Jahr im Département Haute-Savoie aktiv war
- Bruderschaft der Ritter der Blutwurst (Confrérie des Chevaliers du Goûte Boudin): eine Vereinigung von Blutwurstmetzgern im Süden der Normandie in Frankreich, bekannt für ihre Blutwurst
- Königliche Bruderschaft des heiligen Teotonio, Portugal: vornehmlich katholische Bruderschaft, die allen Männern und Frauen offensteht, die an den Werten und Prinzipien des christlichen Lebens festhalten und jene verteidigen, gegründet 2000, benannt nach dem Heiligen Teotonio, erster Heiliger Portugals

„Bruderschaft/Brüderschaft“ als traditioneller Namensbestandteil bergmännischer Anlagen:
- - Neue Brüderschaft: Fundgrube im Erzgebirge
  - Zeche Vereinigte Brüderschaft: Steinkohlenbergwerk in Essen

Schwesternschaften
- Weinschwesternschaft Wien: Trinkschwestern (ab 1986)
- Rotkreuzschwesternschaften: einige der 31 in Deutschland haben keinen konfessionellen Hintergrund
- Schwesternschaften der Leuchtenden Roten Laternen: Gruppierungen von chinesischen Frauen während des Boxeraufstandes (1900)

## Auf Französisch:Confrérie
Die Bezeichnung Confrérie (französisch „Mitbruderschaft“) führen verschiedene Gemeinschaften in ihren Namen:
- Confrérie de charité: eine katholische Bruderschaft in Frankreich
- Confrérie de l'arbre sec: eine marianische Gebetsgemeinschaft
- Confrérie de la Chaîne des Rôtisseurs: eine internationale gastronomische Gesellschaft in Paris
- Confrérie de la Passion: ein 1398 begründeter Pariser Verein mit Konzession zur Aufführung der Passionsspiele
- Confrérie des Chevaliers du Tastevin: eine Bruderschaft der Ritter (Weinbruderschaft)
- Confrérie des vignerons de Vevey: eine Weinbruderschaft
- Confrérie Pictura (Bruderschaft der Malerei): eine niederländische Gilde des Goldenen Zeitalters

## Auf Italienisch:Confraternita,ArciconfraternitaundFratellanza
→ Zu Bruderschaften in der Republik Venedig siehe Scuole
Alle folgenden Vereinigungen sind religiöse Bruderschaften der katholischen Kirche. Arciconfraternita („Erzbruderschaft“) ist die Bezeichnung für einen übergeordneten Zusammenschluss von Bruderschaften desselben Namens, beispielsweise aus verschiedenen Orten. Der Titel kann auch verliehen werden, weil sich eine Bruderschaft besonders durch fromme Werke o. ä. hervorgetan hat. Zugleich genießen die Arciconfraternite besondere Rechte, aber auch Pflichten. Die meisten gibt es in Rom, wo es früher üblich war, dass eine Arciconfraternita am Namenstag ihres Patrons den Papst um die Freilassung eines Gefangenen oder zum Tode Verurteilten bitten durfte (die Bitte wurde normalerweise gewährt).
- Arciconfraternita del Gonfalone: 1264 in Rom unter dem Namen Raccomandati di Madonna S. Maria gegründet, drei Jahre später (1267) durch Papst Clemens IV. anerkannt; Sitz der Vereinigung war die Basilika Santa Maria Maggiore in Rom; 1351 umbenannt in Raccomandati del Gonfalone,[7] und in der zweiten Hälfte des 15. Jahrhunderts vereinigt mit der Compagnia dei Raccomandati di Madonna S. Maria, die ebenfalls ihren Sitz in der Basilika hatten; die neue Vereinigung wurde durch Innozenz VIII. 1486 als Confraternita del Gonfalone anerkannt,[7] 1579 durch Gregor XIII. zur Arciconfraternita erhoben
- Arciconfraternita dei Cinturati di Santa Monica e Sant'Agostino: entstand ursprünglich 1318 unter dem Namen Confraternita di S. Maria madre di Consolazione („Bruderschaft der heiligen Maria, Mutter des Trostes“) in Bologna in der Kirche San Giacomo in Verbindung mit dem Augustinerorden; am 14. August 1439 wurde die Confraternita della Cintura („Bruderschaft vom Gürtel“) durch Papst Eugen IV. per Dekret Solet pastoralis sedes anerkannt
- Arciconfraternita del Santissimo Sacramento, verehren besonders die Eucharistie, besonders verbreitet in Süditalien (Apulien, Sizilien)
- Arciconfraternita del Santissimo Crocifisso
- Arciconfraternita della Morte ed Orazione: war spezialisiert auf das Begräbnis von Toten und entstand in der Folge des Sacco di Roma (1527) und diverser Pestepidemien, als viele Leichen unbeerdigt in Rom 'herumlagen'. Offizielle Anerkennung 1552 durch Papst Julius III.
- Arciconfraternita del Santissimo Rosario (siehe auch Rosenkranzbruderschaft): besondere Verehrung des Rosenkranzes; gegründet 1476 „im Namen des Papstes“ durch Alessandro Nanni Malatesta, päpstlicher Legat und Bischof von Forlì
- Arciconfraternita della Santissima Trinità dei Pellegrini e Convalescenti: existieren noch, u. a. in der Kirche Santissima Trinità dei Pellegrini (Neapel)
- Arciconfraternita della Santissima Immacolata: gegründet mit Unterstützung der Franziskaner, reicht zurück bis ins späte 15. und 16. Jahrhundert
- Arciconfraternita Santa Maria Maggiore
- Arciconfraternita Santa Maria Maggiore di Ispica: gegründet in Ispica (Provinz Ragusa), Diözese von Noto; Verehrung der Santa Maria Maggiore, besondere Festivitäten am Gründonnerstag, mit Verehrung des gegeißelten Christus
- Arciconfraternita dei Cordigeri di San Francesco (siehe auch: Gürtelbruderschaft des heiligen Franziskus)
- Arciconfraternita di San Michele Arcangelo, gegründet im 11. Jahrhundert
- Confraternita di Santa Croce di Orte (Viterbo), existiert seit 1159, immer noch aktiv
- Confraternita di San Galgano, in Chiusdino (Provinz und Diözese Siena), gegründet 1185
- Confraternita di Santa Maria della Neve in der Stadt Campagna (Kampanien), gegründet am 13. Dezember 1258[8]
- Confraternita dei Disciplinanti Bianchi di San Giovanni Battista, in Loano (Provinz Savona und Diözese von Albenga – Imperia), gegründet 1262
- Confraternita del Gonfalone di Marino, in den Castelli Romani, gegründet 1272 vom Heiligen Bonaventura da Bagnoregio[9]
- Confraternita dei Disciplinanti e dei Battenti: war eine Bruderschaft von Büßern, die sich bei Prozessionen in der Öffentlichkeit geißelten und dabei Pace (Frieden) und Misericordia (Erbarmen) riefen. Erste Spuren um 1230, die eigentliche Gründung erfolgte etwa 1260 auf Anregung von Ranieri Fasani; war sehr verbreitet in Perugia, von da aus nach Spoleto und Rom, in die Toskana und Emilia; war verboten in Mailand, Cremona, Venedig und Sizilien
- Confraternita dell'Immacolata di Casarano, gegründet 1619 in der gleichnamigen Kirche auf Initiative des Domenikanerpaters Fra’ Reginaldo aus Martina Franca
- Confraternita dei Bianchi: erste Erwähnung 5. März 1399 in Chieri bei Turin
- Fratellanza Penitenziale della Santa Eucaristia, auch bekannt als Fratellanza dei Gesuiti (Bruderschaft der Jesuiten), gegründet am 6. Mai 1959